# La Canda (Piñor)
La Canda (llamada oficialmente San Mamede da Canda) es una parroquia y un caserío español del municipio de Piñor, en la provincia de Orense, Galicia.

## Toponimia
La parroquia también es conocida por el nombre de San Mamed de La Canda.

## Organización territorial
La parroquia está formada por once entidades de población:
- Casfigueiro, que abarca los lugares de:
  - Casfigueiro
  - Reda
- Cotelas
- Folgosa (A Folgosa)
- Freás (Freás da Canda)
- Guimarás
- Lagoas (As Lagoas)
- Mirela
- Porto do Souto
- San Mamede (San Mamede da Canda)
- Vilariño

## Demografía

### Parroquia
| Gráfica de evolución demográfica de La Canda (parroquia) entre 2000 y 2023 |
|                                                                            |
| Datos según el nomenclátor publicado por el INE.                           |

### Caserío
| Gráfica de evolución demográfica de San Mamede (caserío) entre 2000 y 2023 |
|                                                                            |
| Datos según el nomenclátor publicado por el INE.                           |